# Прейс, Пётр Иванович
Пётр Ива́нович Пре́йс (1810, Псков — 10 (23) мая 1846, Санкт-Петербург) — российский филолог-славист.

## Биография
Родился в Пскове, в семье учителя музыки, происходившего из Моравии. В 1824 году Пётр Прейс поступил на историко-филологический факультет Санкт-Петербургского университета, но из-за семейных обстоятельств и материальных причин не доучился в нём полгода. Переехав в Дерпт, он в период с 1828 по 1838 годы работал преподавателем в гимназии при Дерптском университете. Там он смог (в том числе в университетской библиотеке) изучать историю славянских языков, славянский фольклор, работы современных ему европейских учёных-языковедов, славянские и другие западноевропейские языки и тому подобное.
В 1835 году в некоторых университетах Российской империи открываются кафедры истории и литературы славянских наречий, в том числе в Санкт-Петербургском университете. Для замещения должности профессора новой кафедры упомянутого университета Петра Ивановича посылают в заграничное путешествие, длившееся с сентября 1839 по ноябрь 1842 года. Так как он не получил диплом о высшем образовании, ему предложили после этой поездки сдать экзамены на звание магистра. За этот период он посетил немецкие, польские, хорватские, сербские и другие земли. Для путешествия Пётр Прейс в течение 1838 года изучал под руководством А. Х. Востокова словенские древние памятники.
В 1843 году Пётр Иванович возвращается в Санкт-Петербург и становится преподавателем университета, где он начал читать курсы лекций по славянской филологии, церковнославянской грамматике, истории и литературе южных и западных славян. В 1844 году ему предложили защитить магистерскую диссертацию без экзаменов. Выбранная тема диссертационной работы была по богомильству, которую в связи со смертью он не смог закончить. Сама работа потом исчезла. Анонимным мемуаристом было оставлено описание внешности Петра Прейса:

«Петр Иванович не отличался ничем особенным в наружном виде; он был небольшого роста, имел довольно длинный греческий правильный нос, большие серые его глаза свидетельствовали о жизненной энергии в болезненном теле».

## Научная деятельность
Занимался составлением общеславянского этимологического словаря и «Словаря древних слов русского языка». Перевёл несколько отрывков из работ П. Й. Шафарика под названиями «О Волохах Нестора» и «Изображение Чернобога в Бамберге». Подготовил заметки о немецких книгах по славянской истории и древностям и ряд других работ. Но большинство его работ осталось в виде рукописных материалов. Большое внимание уделил древнерусскому литературному памятнику «Слово о полку Игореве», в частности, составив для него указатель слов. Занимался исследованием особенностей языка и стиля этого памятника, проводя сравнительный анализ с текстами летописей, с другими письменными памятниками и произведениями фольклора. Однако все наработки остались в рукописном виде, лишь в одной изданной работе затрагивает эту тему. А именно в «Донесении П. Прейса, г. министру народного просвещения, из Праги, от 26 декабря 1840 года» поднимаются вопросы касательно упоминания Хорса в «Слове».
В марте 1841 года Пётр Иванович предпринял поездку в Вену для исследования болгарских материалов Венской Придворной библиотеки. В получении пособий по теме ему помогал историк Е. Б. Копитар, работавший там хранителем библиотеки. В том числе он обратил внимание Петра Прейса на имевшуюся у него новоболгарскую рукопись, известная как «Люблянский дамаскин».
Отношение исследователей к Петру Прейсу было доверительным. Его ценными мнениями и указателями пользовались И. И. Срезневский, П. Й. Шафарик, Ф. Палацкий, Ф. Л. Челаковский и другие. Благодаря поездке по зарубежным странам он смог совершенствовать познания в западно- и южнославянских языках. В этом ему помогали в Праге П. Й. Шафарик и Ф. Палацкий, в Вене В. Караджич и Е. Б. Копитар. В Загребе также познакомился с Л. Гаем.

## Основные работы
- Прейс П. И. Донесение П. Прейса, г. министру народного просвещения, из Берлина, от 20 июня 1840 года // Журнал министерства народного просвещения. — 1840. — Ч. 28. — С. 1—24.
- Прейс П. И. Донесение П. Прейса, г. министру народного просвещения, из Загреба, от 10 ноября 1841 года // Журнал министерства народного просвещения. — 1842. — Ч. 33. — С. 43—62.
- Прейс П. И. Донесение П. Прейса, г. министру народного просвещения, из Кёнигсберга, от 1 марта (17 февраля) 1840 года // Журнал министерства народного просвещения. — 1840. — Ч. 26. — С. 17—30.
- Прейс П. И. Донесение П. Прейса, г. министру народного просвещения, из Праги, от 26 декабря 1840 года // Журнал министерства народного просвещения. — 1841. — Ч. 29. — С. 31—52.
- Прейс П. И. Книги, изданные на немецком языке, по славянской истории и древностям // Журнал министерства народного просвещения. — 1839. — Ч. 21. — С. 85—108; Ч. 23. — С. 219—236.
- Прейс П. И. О глагольской письменности // Журнал министерства народного просвещения. — 1843. — Ч. 37. — С. 184—238.
- Прейс П. И. О эпической народной поэзии сербов // Годичный акт в Императорском Санкт-Петербургском университете. — 1845. — С. 133—167; Журнал министерства народного просвещения. — 1845. — Кн. 3. — С. 83—100.
- Прейс П. И. (перевод с чеш.) Шафарик П. Й. Изображение Чернобога в Бамберге // Журнал министерства народного просвещения. — 1838. — Ч. 18. — С. 227—243.
- Прейс П. И. (перевод с чеш.) Шафарик П. Й. О волохах Нестора // Журнал министерства народного просвещения. — 1837. — Ч. 14. — С. 213—235.
- Preiss P. Pihkwa, der Esthnische Name für Pleskau // Das Inland. — 1839. — № 13. — F. 197—200. (перевод на рус.: Прейс П. Pihkwa — эстонское название города Пскова // Журнал министерства народного просвещения. — 1889. — № 264. — С. 376—379.)